# Jakob Michelsen
Jakob Saldern Stein Michelsen (Tønder, 30 settembre 1980) è un allenatore di calcio danese.

## Carriera
Non ha mai avuto una carriera da calciatore professionista, ha infatti iniziato ad allenare in giovane età le giovanili del TM Tønder e del Kolding FC.
Nel 2005 è stato chiamato ad allenare le ragazze Under-17 dello Skovbakken, portate al titolo nazionale. Il lavoro svolto lo ha portato ad essere promosso prima alla squadra senior femminile, militante in Elitedivisionen. Nel gennaio 2009 ha preso la guida della squadra maschile in terza serie, nell'invano tentativo di raggiungere una difficile salvezza. Al termine della stagione seguente, lo Skovbakken di Michelsen ha comunque riconquistato la partecipazione alla 2. Division.
Nel gennaio 2011 è stato assunto come nuovo tecnico dell'Hobro, con il quale ha ottenuto due salvezze in 1. Division, il secondo livello del sistema calcistico danese.
Tra il luglio 2012 e il dicembre 2013, Michelsen ha ricoperto il ruolo di allenatore delle Nazionali Under-17 e Under-20 della Tanzania. Oltre a ciò, nello stesso periodo è stato assistente del connazionale Kim Poulsen, il quale all'epoca guidava la Nazionale tanzaniana maggiore.
Terminata la parentesi africana, nel marzo 2014 è tornato ad allenare in Danimarca per guidare lo Skive, che al momento del cambio di allenatore occupava il primo posto in classifica con 9 punti di distacco sulla seconda. La squadra ha saputo terminare il campionato con 22 punti di vantaggio.
Nel luglio 2015 ha sostituito Lars Søndergaard sulla panchina del SønderjyskE. A fine campionato, la squadra azzurra ha ottenuto il suo miglior piazzamento di sempre, con il 2º posto della Superligaen 2015-2016. Michelsen è stato premiato dalla Federcalcio danese con il titolo di allenatore dell'anno.
Il 30 novembre 2016 gli svedesi dell'Hammarby hanno annunciato che dal gennaio seguente Michelsen avrebbe lasciato il SønderjyskE per sostituire l'esonerato Nanne Bergstrand sulla panchina biancoverde. Dopo una sola annata, complici anche alcuni contrasti con il direttore sportivo Jesper Jansson, Michelsen non è stato confermato alla guida tecnica per la stagione 2018 nonostante i due anni di contratto rimanenti e nonostante l'Hammarby avesse conseguito il piazzamento più alto degli ultimi 9 anni (un 9º posto in Allsvenskan).
Il 29 maggio 2018 Michelsen è tornato ufficialmente ad allenare una squadra danese, l'Odense. Sotto la sua guida la squadra ha chiuso rispettivamente al quinto posto nella seconda fase della Superligaen 2018-2019, e una salvezza ai play-out della Superligaen 2019-2020. Ha iniziato sulla panchina biancoblu anche l'annata 2020-2021, ma il 15 marzo 2021 è stato sollevato dall'incarico per via dei risultati ottenuti in stagione.
Il 9 gennaio 2022 è stato nominato nuovo allenatore dei norvegesi dell'HamKam, a cui si è legato con un contratto biennale. È stato annunciato che avrebbe lasciato l'incarico il 2 giugno 2025, per diventare il commissario tecnico della Nazionale danese femminile, a partire dal 1º agosto seguente: fino a quel momento, sarebbe comunque rimasto in carica all'HamKam.